# Young Mr. Lincoln
Young Mr. Lincoln is een Amerikaanse dramafilm uit 1939 onder regie van John Ford. De film werd destijds in Nederland uitgebracht onder de titel De jonge Mr. Lincoln.

## Verhaal
In Illinois begint Abraham Lincoln een advocatenpraktijk. Hij verdedigt er twee kinderen, die worden beschuldigd van moord. Nadat hij zijn toekomstige vrouw Mary Todd heeft leren kennen, besluit hij in de politiek te stappen.

## Rolverdeling
| Acteur           | Personage        |
| ---------------- | ---------------- |
| Henry Fonda      | Abraham Lincoln  |
| Alice Brady      | Abigail Clay     |
| Marjorie Weaver  | Mary Todd        |
| Arleen Whelan    | Sarah Clay       |
| Eddie Collins    | Efe Turner       |
| Pauline Moore    | Ann Rutledge     |
| Richard Cromwell | Matt Clay        |
| Donald Meek      | John Felder      |
| Judith Dickens   | Carrie Sue       |
| Eddie Quillan    | Adam Clay        |
| Spencer Charters | Herbert A. Bell  |
| Ward Bond        | John Palmer Cass |